# Batería Todt

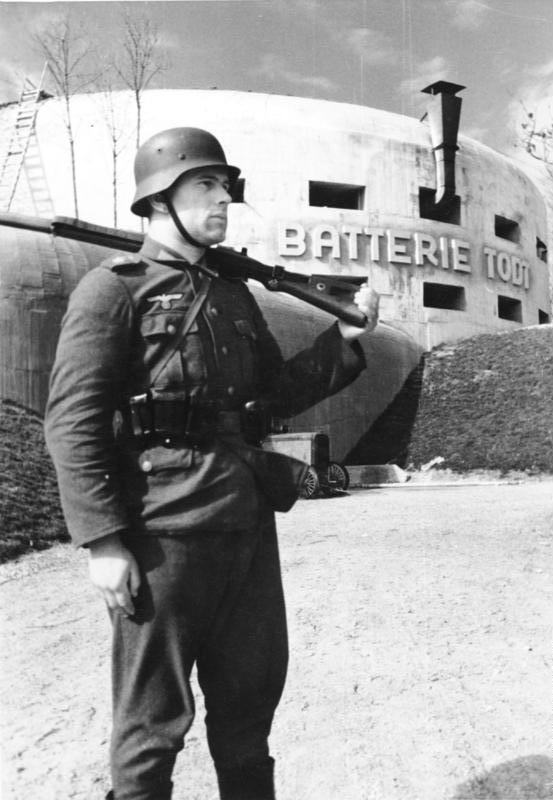
Bundesarchiv Bild 146-1973-036-05, Cap Gris Nez, Batería Todt.

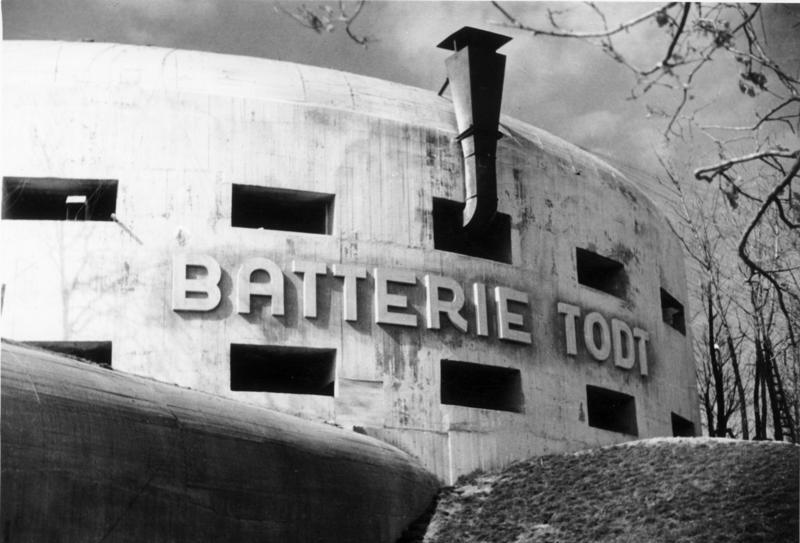
La Batería Todt en 1942.

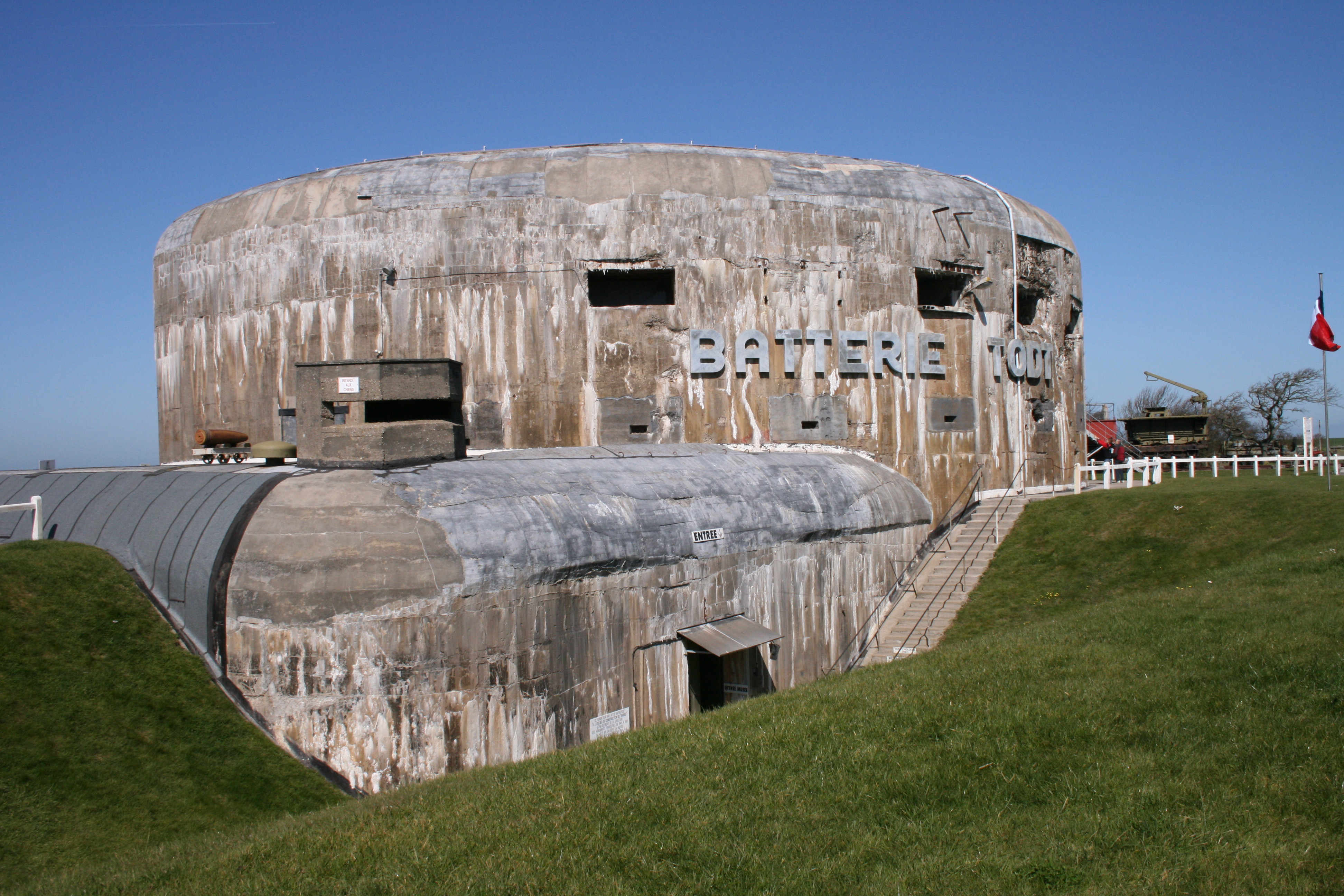
La Batería Todt en 2008.

La Batería Todt es un búnker que contenía una batería de artillería de costa alemana de la Segunda Guerra Mundial situada en el Cabo Gris-Nez, departamento de Paso de Calais, Francia.
Era una de las más importantes fortificaciones costeras del Muro del Atlántico y constaba de cuatro cañones de 380 mm de calibre con un alcance máximo de 55,7 km, capaces de alcanzar la costa británica, y protegidos cada uno de ellos por una casamata de hormigón armado.
La batería disparó su primer obús el 20 de enero de 1944, aunque fue oficialmente inaugurado en febrero de 1942 en presencia de altos dignatarios de la Marina de Guerra alemana. Inicialmente iba a llamarse Batería Sigfrido, pero fue renombrada en honor del ingeniero alemán Fritz Todt, creador de la organización Todt y responsable de la construcción del Muro del Atlántico, muerto días antes de su inauguración en accidente aéreo. Fue rendida por tropas anglo-canadienses en septiembre de 1944 después de un intenso bombardeo aéreo.
En la actualidad, una de las casamatas alberga un museo sobre la Segunda Guerra Mundial. En el exterior del mismo, se expone un cañón de artillería ferroviario K5, de 283 mm de calibre y con un alcance de 50 km. 

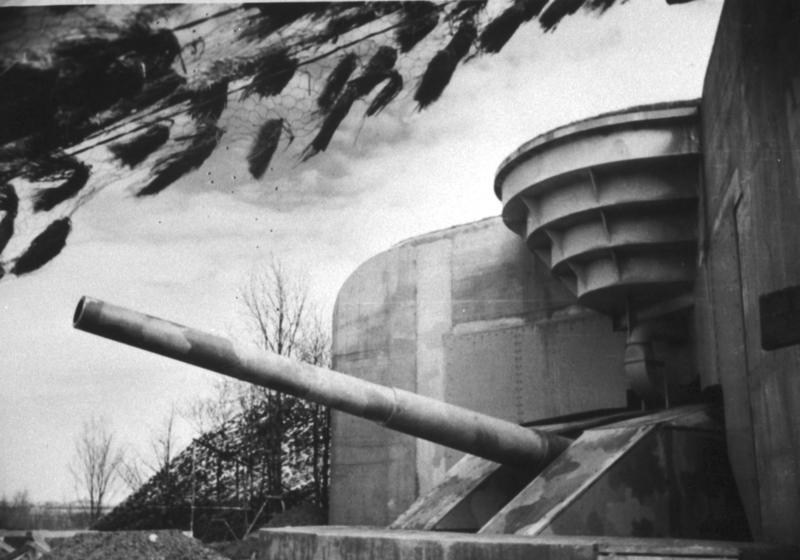
Bundesarchiv Bild 146-1986-104-10A, Muro del Atlántico, Batería "Todt"